# Dê trắng Nga
Dê trắng Nga (tiếng Nga: Русская белая коза) là giống dê lấy sữa có nguồn gốc từ nước Nga, giống dê này được bắt nguồn từ việc chọn lọc giống dê Saanen và dê Toggenburg nhập khẩu từ Thụy Sĩ rồi sau đó lai giống các giống dê bản địa khác nhau của Liên Xô cũ (USSR). Tên khác của giống này bao gồm dê cải tiến Bắc Nga, dê sữa Nga, dê lấy sữa Nga trắng (Russian White Dairy) và Russkava Belaya. Giống dê này thường được tìm thấy ở các vùng Leningrad, Gorki, Moscow và Yaroslav của nước Nga.

## Chăn nuôi

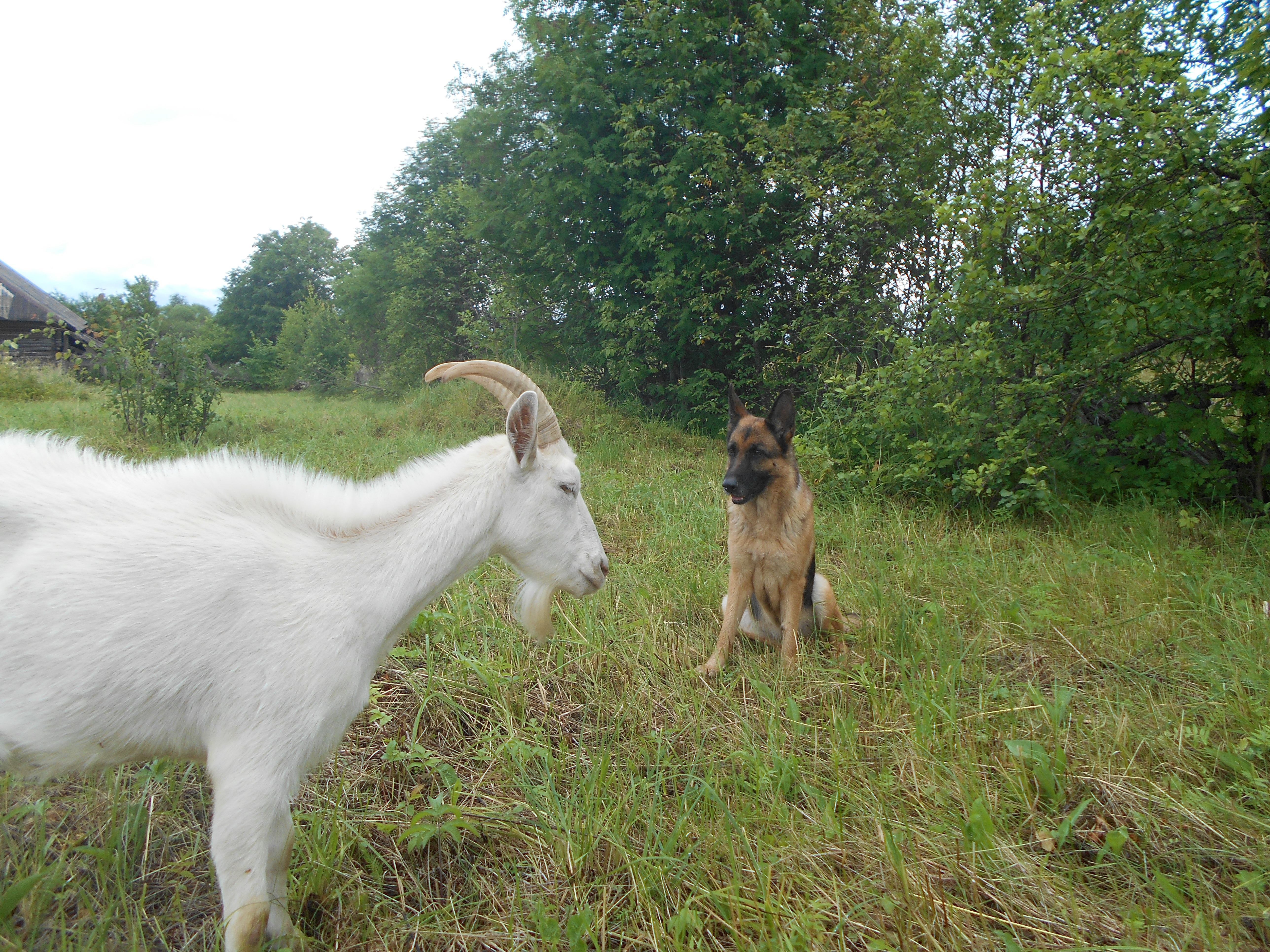
Chăn nuôi dê Nga trắng